# أسل برازيلي
أسل برازيلي (الاسم العلمي: Juncus brasiliensis) نوع نباتي يتبع جنس الأسل وينتمي إلى الفصيلة الأسلية.